# 嶺内ともみ
嶺内 ともみ（みねうち ともみ、1997年12月22日 - ）は、日本の元女性声優。アイムエンタープライズに所属していた。東京都出身。

## 略歴
中学生の時に受けた一般公募のオーディションをきっかけに、声優の養成所である日本ナレーション演技研究所に入所し、高等学校に通学しながら演技を学ぶ。
2018年、アニメ『スロウスタート』の十倉栄依子役で初めてメインキャラクターを演じる。この役が初めてオーディションで獲得した役となった。また、同作品の主要キャスト4人によるユニット『STARTails☆』に参加し、主題歌の歌唱やイベントへの出演を行った。
2019年11月にメディアミックスプロジェクト『Re:ステージ!』の伊津村陽花役を担当した花守ゆみりが同月17日のライブをもって卒業したことで後任を務める。
2022年11月20日、同年12月31日をもって声優業を廃業することが発表された（理由は非公表）。

## 人物
小学生の頃より絵を描くことが好きで、趣味·特技に美術を挙げている。
STARTails☆の他メンバー（近藤玲奈、伊藤彩沙、長縄まりあ）からは何事も受け入れる包容力があると評されている。
情報処理検定1級、経済検定1級を保有している。

## 後任
嶺内の廃業により、持ち役を引き継いだ声優は以下の通り。
| 後任       | 役名                 | 作品                                                                          | 後任の初出演                     |
| ---------- | -------------------- | ----------------------------------------------------------------------------- | -------------------------------- |
| 長江里加   | アイネスフウジン     | 『ウマ娘 プリティーダービー』                                                 | 2023年1月更新以降                |
| 風間万裕子 | カーサ・クルノア     | 『魔王学院の不適合者 〜史上最強の魔王の始祖、転生して子孫たちの学校へ通う〜』 | テレビアニメ第2期                |
| 櫻井海亜   | 小笠原緋雨           | 『ヘブンバーンズレッド』                                                      | Ver.3.1.0以降                    |
| 大橋彩香   | エクア               | 『エスタブライフ グレイトエスケープ』                                         | 『BLOODY ESCAPE -地獄の逃走劇-』 |
| 森山由梨佳 | ティーナ・メルキース | 『Extreme Hearts』                                                            | アルバム『Start Sign』           |
| 稗田寧々   | 久島鴎               | 『Summer Pockets』                                                            | テレビアニメ版                   |
| 杉浦しおり | イルル               | 『小林さんちのメイドラゴン』                                                  | 劇場アニメ『さみしがりやの竜』   |

## 出演
太字はメインキャラクター。

### 劇場アニメ
- ANEMONE/交響詩篇エウレカセブン ハイエボリューション（2018年）
- 劇場編集版 かくしごと -ひめごとはなんですか-（2021年）

### OVA
- ウマ娘 プリティーダービー BNWの誓い（2018年、アイネスフウジン）
- かぐや様は告らせたい?〜天才たちの恋愛頭脳戦〜（2021年、ミキティ） - コミックス第22巻OVA付き同梱版
- 小林さんちのメイドラゴンS（2022年、イルル） - 番外編

### Webアニメ
- 焼肉店センゴク（2017年 - 2018年、佐倉ヤエ[26]）
- A.I.C.O. Incarnation（2018年、女子生徒D）
- 約束の七夜祭り（2018年、カンナ[27]）
- どるふろ -癒し篇2-（2021年、UMP45[28]）
- 世界の終わりに柴犬と（2022年、泉の女神、たぬき）
- 伊藤潤二『マニアック』（2023年、マリ[29]）

### ゲーム
2017年
- ガールズ オン メタル（ラケル）
- 強くてNEW GAME（カトリーヌ）
- デスティニーオブクラウン
- UNDER NIGHT IN-BIRTH（2017年 - 2020年、トモミ、チトセ） - 2作品
- 編隊少女 -フォーメーションガールズ- （エルフリーデ・ヴォルヴァ）

2018年
- 23/7 トゥエンティ スリー セブン（ジークフリート）
- きららファンタジア（2018年 - 2022年、十倉栄依子、吉永恋）
- Summer Pockets（久島鴎）
- 刀使ノ巫女 刻みし一閃の燈火（青砥陽菜）
- アビス・ホライズン（ミッドウェイ、マイケル・モンスーア、リアンダー）
- 世紀末デイズ（淀川嵐子、六路木奏）
- モンスターストライク（2018年 - 2022年、カンナ、カヤノヒメ、ヒヒイロカネ、額田王）
- キュイディメ（燕の巣のスープ）
- フードファンタジー（桜餅、オレンジジュース）
- 城姫クエスト（興国寺城）
- ドールズフロントライン（2019年 - 2021年、UMP45）
- SEVEN's CODE（ドリス）

2020年
- Re:ステージ!プリズムステップ（2020年 - 2022年、伊津村陽花〈2代目〉）
- ラストピリオド -終わりなき螺旋の物語-（チェルシー）
- デュエル・マスターズ プレイス（アクアン、雪溶妖精シャーマン・メリッサ）
- 白猫プロジェクト（ペルマナ）
- Summer Pockets REFLECTION BLUE（久島鴎）

2021年
- ウマ娘 プリティーダービー（2021年 - 2023年、アイネスフウジン〈初代〉）
- アズールレーン（2021年 - 2022年、サンフランシスコ）
- SCARLET NEXUS（ハナビ・イチジョウ）
- 東方ダンマクカグラ（火焔猫燐）
- タイムディフェンダーズ（ベアトリーチェ）
- ラピスリライツ 〜この世界のアイドルは魔法が使える〜（2021年 - 2022年、あるふぁ）

2022年
- りっく☆じあ～す（市ヶ谷アイ）
- ヘブンバーンズレッド（2022年 - 2023年、小笠原緋雨〈初代〉）
- 小林さんちのメイドラゴン 炸裂!!ちょろゴン☆ブレス（イルル）
- モノクロームメビウス 刻ノ代贖（ナーヴァ）
- LACKGIRL I - “Astra inclinant, sed non obligant.”（皐月）
- Fragment's Note+（ミーシャ・エイゼンシュテイン）

2023年
- ファイアーエムブレム ヒーローズ（エーティエ）
- ファイアーエムブレム エンゲージ（エーティエ）

### ドラマCD
- Summer Pockets ソフマップ特典ドラマCD / ドラマCDコレクション（2018年、久島鴎）
- 29とJK（2019年、岬沙樹[60]） - 6巻ドラマCD付き限定特装版
- ドラマCD「メイドラゴンたちの日常」（2021年、イルル）

### 吹き替え
- シットコム大運動会 (サマー)

### デジタルコミック
- ラピスリライツ 私たちのPrelude（前奏曲）（2020年、あるふぁ[61]）
- ドロンドロロン（2022年、柳生ギンチヨ[62]）

### ボイスドラマ
- 男女の友情は成立する?（いや、しないっ!!）（2022年、犬塚日葵[63]）
- Extreme Hearts S×S×S（2022年、ティーナ・メルキース）

### ラジオ
※はインターネット配信。
- りすLOG 木曜日 嶺内ともみのちょっときいてください。（2020年 - 、ニコニコ動画※）[64]
- スローループのらじおるーぷ（2022年 - 、音泉※）[65]
- みねうちのおうち（2021年 - 、WALLOP、ニコニコ生放送※）[66]

### インターネット番組
- 『23/7 トゥエンティ スリー セブン』バース7放送局（2018年、ニコニコ生放送・YouTube Live）アシスタント[67][68]
- 小澤と嶺内のガンガンGAちゃんねる（2018年 - 2021年、YouTube、ニコニコ動画）[69]
- IV KLOREの恐怖の館（2020年、YouTube※）

### オーディオブック
- よるのばけもの（2018年、緑川）

### その他コンテンツ
- project758（車塚みよ[70]）

## ディスコグラフィ

### キャラクターソング
| 発売日   | 商品名                                                                                       | 歌 | 楽曲 | 備考                                                                                            |
| 2018年   | 2018年                                                                                       | 2018年 | 2018年 | 2018年                                                                                          |
| -------- | -------------------------------------------------------------------------------------------- | --- | --- | ----------------------------------------------------------------------------------------------- |
| 1月24日  | ne! ne! ne!                                                                                  | STARTails☆ | 「ne! ne! ne!」 | テレビアニメ『スロウスタート』オープニングテーマ                                                |
| 1月24日  | ne! ne! ne!                                                                                  | STARTails☆ | 「夕焼けといっしょに」 | テレビアニメ『スロウスタート』エンディングテーマ                                                |
| 1月31日  | Journey to the Sunshine                                                                      | Aqoursと浦の星の仲間たち | 「勇気はどこに？君の胸に！」 | テレビアニメ『ラブライブ！サンシャイン!!』第2期エンディングテーマ                               |
| 3月14日  | スロウスタート キャラクターソングアルバム「Step by Step」                                    | 十倉栄依子（嶺内ともみ） | 「ストロベリーアイスクリーム」 | テレビアニメ『スロウスタート』関連曲                                                            |
| 4月25日  | スロウスタート BD・DVD第2巻特典CD                                                            | 十倉栄依子（嶺内ともみ）、千石冠（長縄まりあ） | 「マリンバリンバ」 | テレビアニメ『スロウスタート』関連曲                                                            |
| 6月27日  | スロウスタート BD・DVD第4巻特典CD                                                            | 十倉栄依子（嶺内ともみ）、榎並清瀬（沼倉愛美） | 「スープにスパイス」 | テレビアニメ『スロウスタート』関連曲                                                            |
| 8月29日  | スロウスタート BD・DVD第6巻特典CD                                                            | STARTails☆ | 「明日もきっと」 | テレビアニメ『スロウスタート』関連曲                                                            |
| 12月29日 | Summer Pockets キャラクターソング『Sing!』                                                   | 久島鴎（嶺内ともみ） | 「Departure!」 「with」 | ゲーム『Summer Pockets』関連曲                                                                  |
| 2020年   |                                                                                              | | |                                                                                                 |
| 2月5日   | START the MAGIC HOUR                                                                         | IV KLORE | 「禁忌の寓話」 「Butterfly」 | ゲーム『ラピスリライツ 〜この世界のアイドルは魔法が使える〜』関連曲                             |
| 7月8日   | 私たちのSTARTRAIL/プラネタリウム                                                             | ラピスリライツ・スターズ | 「私たちのSTARTRAIL」 | テレビアニメ『Lapis Re:LiGHTs』オープニングテーマ                                               |
| 8月26日  | ECHOES                                                                                       | UMP45（嶺内ともみ）、UMP40（上間江望） | 「Clandestine Memory」 | ゲーム『ドールズフロントライン』関連曲                                                          |
| 12月16日 | Chain of Dream                                                                               | オルタンシア | 「Re:Rays」 | 『Re:ステージ！』関連曲                                                                         |
| 12月23日 | SKY FULL of MAGIC                                                                            | IV KLORE | 「Midnight Sapphire」 | テレビアニメ『Lapis Re:LiGHTs』エンディングテーマ                                               |
| 12月23日 | SKY FULL of MAGIC                                                                            | IV KLORE | 「極闇グロッソラリア」 | ゲーム『ラピスリライツ 〜この世界のアイドルは魔法が使える〜』関連曲                             |
| 12月23日 | SKY FULL of MAGIC                                                                            | ラピスリライツ・スターズ | 「私の名は、光。」 | ゲーム『ラピスリライツ 〜この世界のアイドルは魔法が使える〜』関連曲                             |
| 2021年   |                                                                                              | | |                                                                                                 |
| 2月24日  | 魔王学院の不適合者 〜史上最強の魔王の始祖、転生して子孫たちの学校へ通う〜 BD・DVD第6巻特典CD | アノス・ファンユニオン | 「世界が愛に満ちるように」 | テレビアニメ『魔王学院の不適合者 〜史上最強の魔王の始祖、転生して子孫たちの学校へ通う〜』挿入歌 |
| 3月17日  | Re:STAGE! THE BEST                                                                           | Re:STAGE! ALL IDOL | 「私たち、四季を遊ぶんです!!」 | 『Re:ステージ！』関連曲                                                                         |
| 3月17日  | Re:STAGE! THE BEST                                                                           | オルタンシア | 「FlowerS ～となりで咲く花のように～ -2021-」 「Dream a gate -2021-」 「Purple Rays -2021-」 「Dear マイフレンド -2021-」 「*Heart Confusion* -2021-」 「crave -2021-」 「君とインフィニティ -2021-」 「Yes, We Are!!! -2021-」 | 『Re:ステージ！』関連曲                                                                         |
| 6月16日  | うまよん ミニアルバム                                                                        | サイレンススズカ（高野麻里佳）、スマートファルコン（大和田仁美）、ミホノブルボン（長谷川育美）、マルゼンスキー（Lynn）、アイネスフウジン（嶺内ともみ） | 「逃げ切りっ！Fallin' Love」 | テレビアニメ『うまよん』主題歌                                                                  |
| 7月14日  | めいど・うぃず・どらごんず︎♥                                                                  | スーパーちょろゴンず | 「めいど・うぃず・どらごんず︎♥」 | テレビアニメ『小林さんちのメイドラゴンS』エンディングテーマ                                     |
| 7月14日  | めいど・うぃず・どらごんず︎♥                                                                  | スーパーちょろゴンず | 「愛のシュプリーム！」 | テレビアニメ『小林さんちのメイドラゴンS』関連曲                                                 |
| 9月22日  | メイドラゴンたちの日常                                                                       | スーパーちょろゴンず | 「THE DRAGON KING」 | テレビアニメ『小林さんちのメイドラゴンS』関連曲                                                 |
| 9月22日  | L・O・V・E                                                                                   | スーパーちょろゴンず | 「青空のラプソディ」 | テレビアニメ『小林さんちのメイドラゴンS』関連曲                                                 |
| 9月22日  | L・O・V・E                                                                                   | 小林さん（田村睦心）、トール（桑原由気）、イルル（嶺内ともみ）                                                                                         | 「GIVE ME LOVE」 | テレビアニメ『小林さんちのメイドラゴンS』関連曲                                                 |
| 9月22日  | L・O・V・E                                                                                   | イルル（嶺内ともみ）、会田タケト（下野紘） | 「朱色のプロムナード」 | テレビアニメ『小林さんちのメイドラゴンS』関連曲                                                 |
| 9月22日  | L・O・V・E                                                                                   | イルル（嶺内ともみ） | 「めいど・うぃず・どらごんず︎♥」 | テレビアニメ『小林さんちのメイドラゴンS』関連曲                                                 |
| 2022年   |                                                                                              | | |                                                                                                 |
| 2月23日  | シュワシュワ                                                                                 | Three∞Loop | 「シュワシュワ」 「ゆるゆらりる」 | テレビアニメ『スローループ』エンディングテーマ                                                  |
| 10月5日  | Extreme Hearts キャラクターソングアルバム「BEST 4 U」                                        | May-Bee | 「Buzz Everyday」 「HELLO HERO」 | テレビアニメ『Extreme Hearts』挿入歌                                                            |
| 10月5日  | Extreme Hearts キャラクターソング ソロバージョン                                             | ティーナ・メルキース（嶺内ともみ） | 「Buzz Everyday」 「HELLO HERO」 | テレビアニメ『Extreme Hearts』関連曲                                                            |
| 10月26日 | Everlasting Magic                                                                            | IV KLORE | 「紫紅月のメメントモリ」 | ゲーム『ラピスリライツ 〜この世界のアイドルは魔法が使える〜』関連曲                             |
| 2023年   |                                                                                              | | |                                                                                                 |
| 3月31日  | Relation                                                                                     | オルタンシア | 「Rainbow FlowerS」 | 『Re:ステージ！』関連曲                                                                         |